# پهن‌زیان
پهن‌زیان (نام علمی: Platyzoa) نام یک superphylum از branch نخست‌دهانیان است.